# カフェウォール錯視

カフェウォール錯視：横線は平行であるが、異なる角度が付いているように見える。

カフェウォール錯視は、幾何学的錯視の1つ。白黒の「レンガ」を交互に並べた列の間の平行直線は傾いてみえるというものである。
初め1898年にキンダーガーテン錯視という名前で記述され、1973年にリチャード・グレゴリーにより再発見された。グレゴリーによると、この効果は彼の研究室のメンバーであるSteve Simpsonによりブリストルのセントマイケルズヒルの麓にあるカフェの壁のタイルで観察された。これは、ヒューゴー・ミュンスターバーグが生み出したずらしチェス盤錯視の別形である。
錯視の構造において、各「レンガ」は、「レンガ」の濃い色と薄い色の中間色の「モルタル」の層に囲まれている。
解体の最初の試みとして、錯視は主に発光によるものであり、光は網膜像において暗い部分から明るい部分へと広がり、白黒が同じ明るさの異なる色に置き換えられると像が消える。しかし、錯視の構成要素は全ての光学要素および網膜要素が括り出された場合も残る。コントラストの極性が傾斜方向を決定する要因となっているようである。

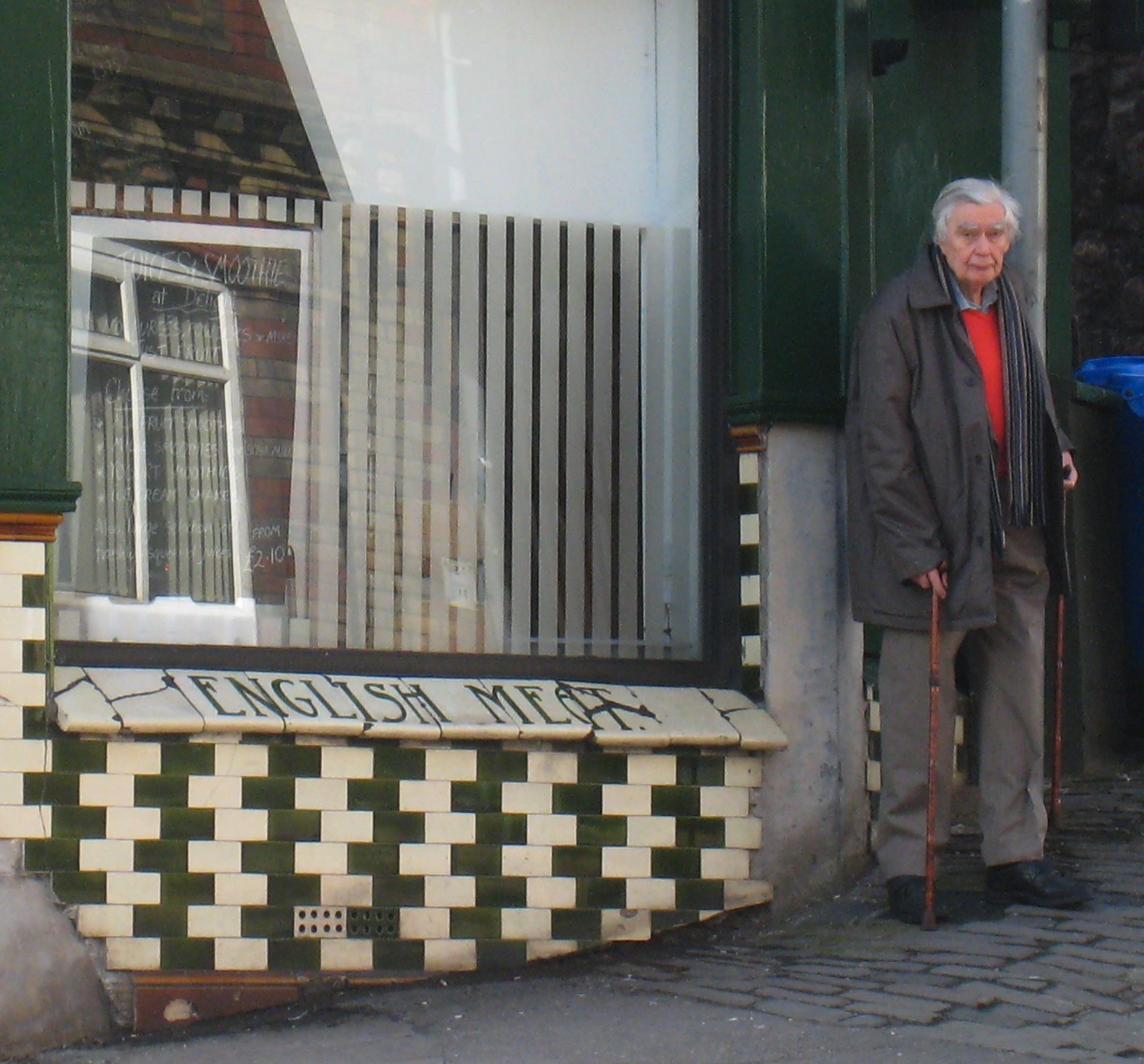
2010年2月にRichard Gregoryがブリストルのセントマイケルズヒルにあるカフェウォールの起源を訪れている。

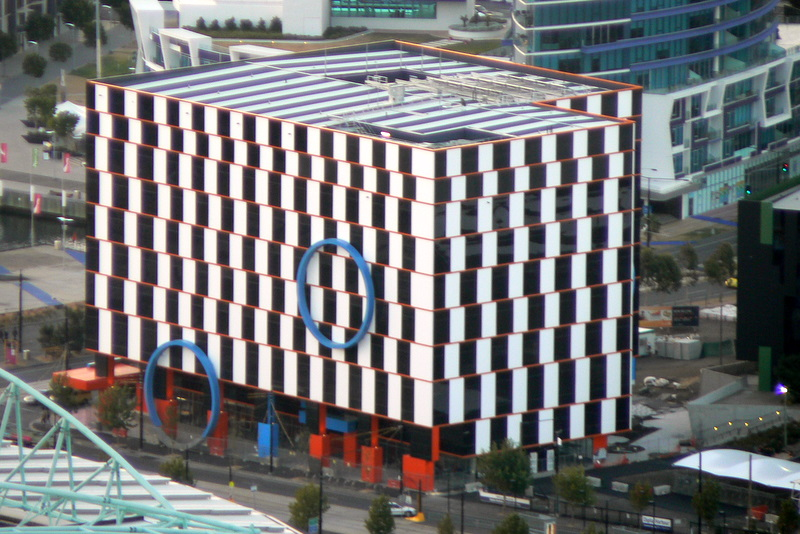
メルボルン、ドックランズにあるカフェウォール錯視にインスパイアされた建築